# Поларни кругови
Поларни кругови се другачије могу назвати арктичким и антарктичким круговима, као и поларнице. То су паралеле које се налазе на северној и јужној полулопти на 66,56° географске ширине. Области унутар поларних кругова и његовог пола, ледене зоне, би требало да имају бар један 24-часовни период кад је центар Сунца константно изнад хоризонта и бар један 24-часовни период кад је центар Сунца испод хоризонта у току једне године. Ипак, због атмосферске рефракције и тога да је Сунце удаљени објекат, а не тачка извора, област константног дана је мало дужа, док је област константне таме мало краћа. 

## Значење
Они одвајају поларне појасеве од умерених појасева. Положај добијамо из косине еклиптике од око 23,44° . Удаљеност од полова је око 2600 km, од екватора 7385 km. Од поларника, који леже на ±67,2°, према половима постоје појаве назване поларни дан и поларна ноћ. Поларни дан и ноћ могу трајати од 1 до 26 недеља. С косином еклиптике се мења и прецизни положај поларних кругова. Трентно се крећу брзином од око 1 лучне минуте у 128 година, тј. 14,4 m годишње према половима. Разлог овог померања је нутација земљине осе. 

## Погрешна схватања о поларним круговима
- Поларна ноћ заправо не додирује поларни круг, већ се налази 80-100 km ка полу тог круга.
- Поларни дан заправо не додирује поларни круг, већ иде даље, неких 80-100 km иза круга.

Главни разлог за ово је то што се сунчеви зраци савијају у атмосфери планете, овај феномен је лакше видети на већим ширинама.